# K-300P Bastion-P

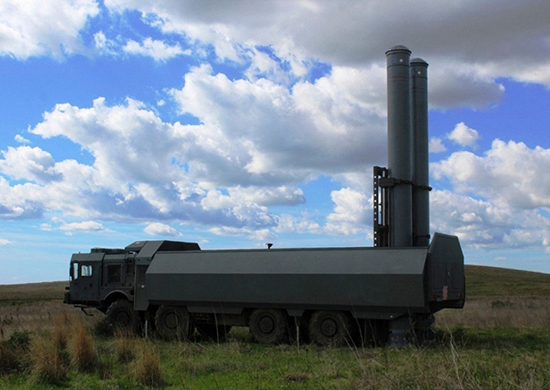
Um lançador K-300P

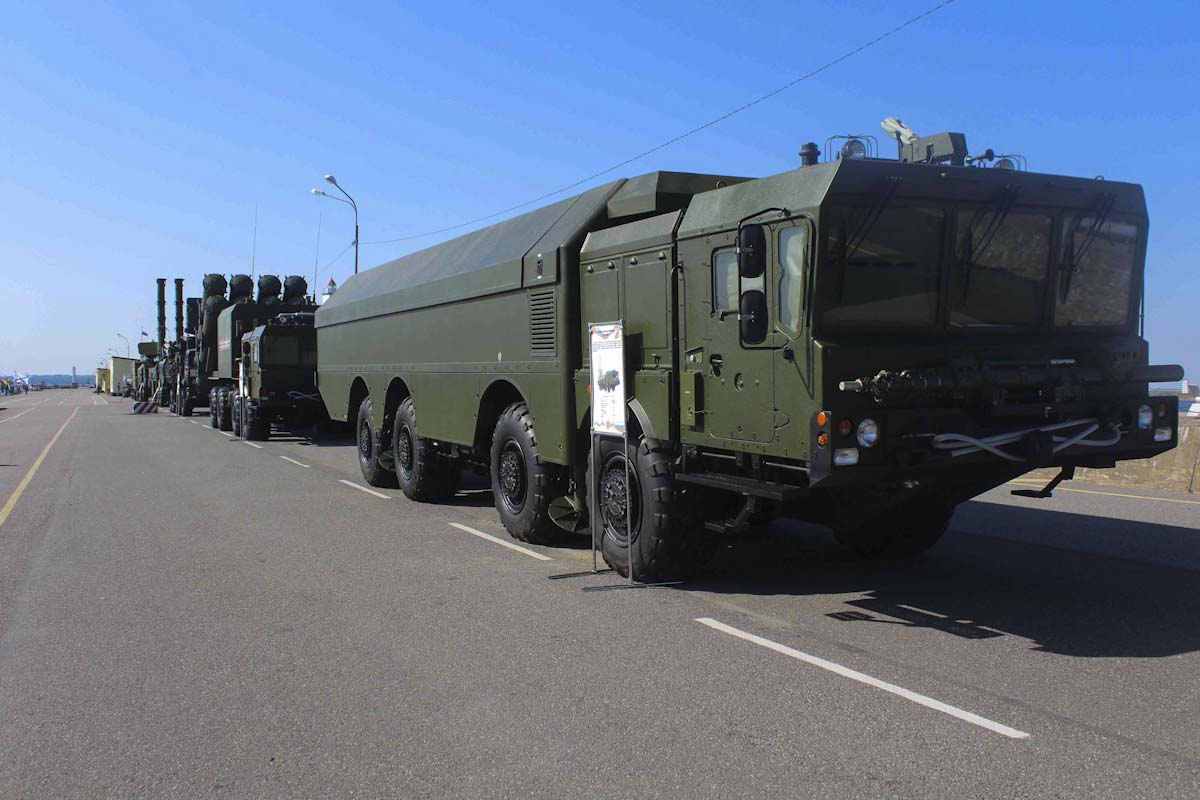
K-300P Bastion-P

O K-300P Bastion-P (nome da OTAN: SS-C-5 Stooge) é um sistema móvel de mísseis balísticos de defesa costeira fabricado e desenvolvido pela empresa russa NPO Mashinostroenia e pela empresa bielorrussa Tekhnosoyuzproekt.
O papel principal do Bastião-P é atacar navios de superfície, incluindo grupos de batalha de porta-aviões, comboios de proteção e navios de desembarque. Uma bateria típica consiste em 1-2 veículos de comando e controle baseados no caminhão Kamaz 43101 6 × 6, um veículo de suporte, quatro veículos de lançamento baseados em chassi MZKT-7930 8 × 8, cada um operado por uma equipe de 3 homens e segurando dois mísseis e quatro veículos de carga; os veículos de lançamento podem estar localizados a até 25 km (16 milhas) dos veículos C2.